# Moidrams
Moidrams ist ein Dorf im Waldviertel in Niederösterreich und eine  Ortschaft und Katastralgemeinde der Stadtgemeinde Zwettl-Niederösterreich im Bezirk Zwettl.

## Geographie
Der Ort Moidrams liegt an der Böhmerwald Straße (B 38) in einer Entfernung von etwa einem Kilometer Luftlinie südwestlich des Stadtzentrums von Zwettl. Er ist heute weitgehend mit Zwettl (Stadtteil Probstei) verwachsen.
Am 1. Jänner 2025 hatte die Ortschaft 259 Einwohner auf einer Fläche von 372,26 ha.
2005 wurde im Ort eine Bedarfshaltestelle des Zwettler Stadtbusses eingerichtet.
Das Gemeindegebiet grenzt im Norden an Zwettl Stadt, im Osten an Koppenzeil, im Süden an Gschwendt, im Westen an Waldhams und nordwestlich an Syrafeld.

## Geschichte
Moidrams wurde 1139 als  Mowderates in der Gründungsurkunde des Klosters Zwettl zum ersten Mal urkundlich erwähnt. Der Name bedeutet wahrscheinlich „Siedlung eines Mannes mit dem (slawischen) Namen Mojedrag“.
In Moidrams befindet sich ein ehemaliges Herrenhaus, das 1310 erstmals im Stifterbuch des Klosters Zwettl erwähnt wird. Infolge der Abschaffung der Leibeigenschaft im Jahr 1787 verlor der Adelssitz an Bedeutung, wechselte mehrmals den Besitzer und verfiel zusehends. Der erhalten gebliebene Teil wurde 1991–1996 renoviert.
Bei der Bildung der Ortsgemeinden im Jahr 1850 wurde Moidrams der Gemeinde Gschwendt zugeteilt, die sich 1970 der damals neu gebildeten Stadtgemeinde Zwettl-NÖ anschloss.
Laut Adressbuch von Österreich waren im Jahr 1938 in Moidrams ein Gastwirt, ein Viktualienhändler und einige Landwirte ansässig.
2022 wies eine Forschungsgruppe um Stefan Eminger vom Niederösterreichischen Landesarchiv, welche im Auftrag der Stadt Zwettl die Geschichte der Stadt erforschte, ein Massengrab in Moidrams nach. Dort wurden in den letzten Kriegswochen des Zweiten Weltkriegs mindestens 23 Personen, vorwiegend Wehrmachtsdeserteure, erschossen und begraben. Die getöteten Menschen wurden Ende der 1940er Jahre exhumiert und auf verschiedenen Friedhöfen begraben.

## Sehenswürdigkeiten
Denkmalschutzobjekte:

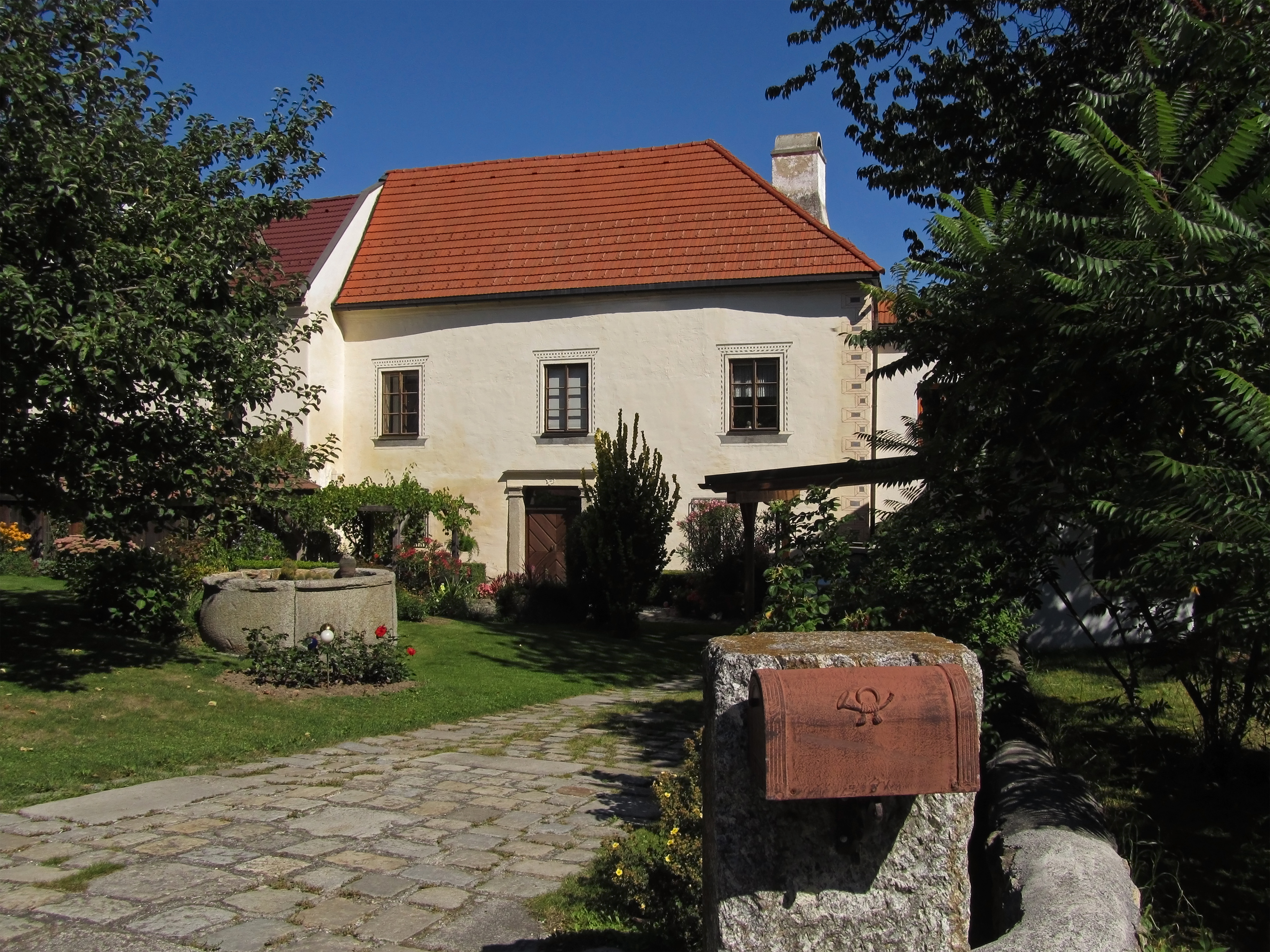
Ehem. Freihof/Herrenhaus
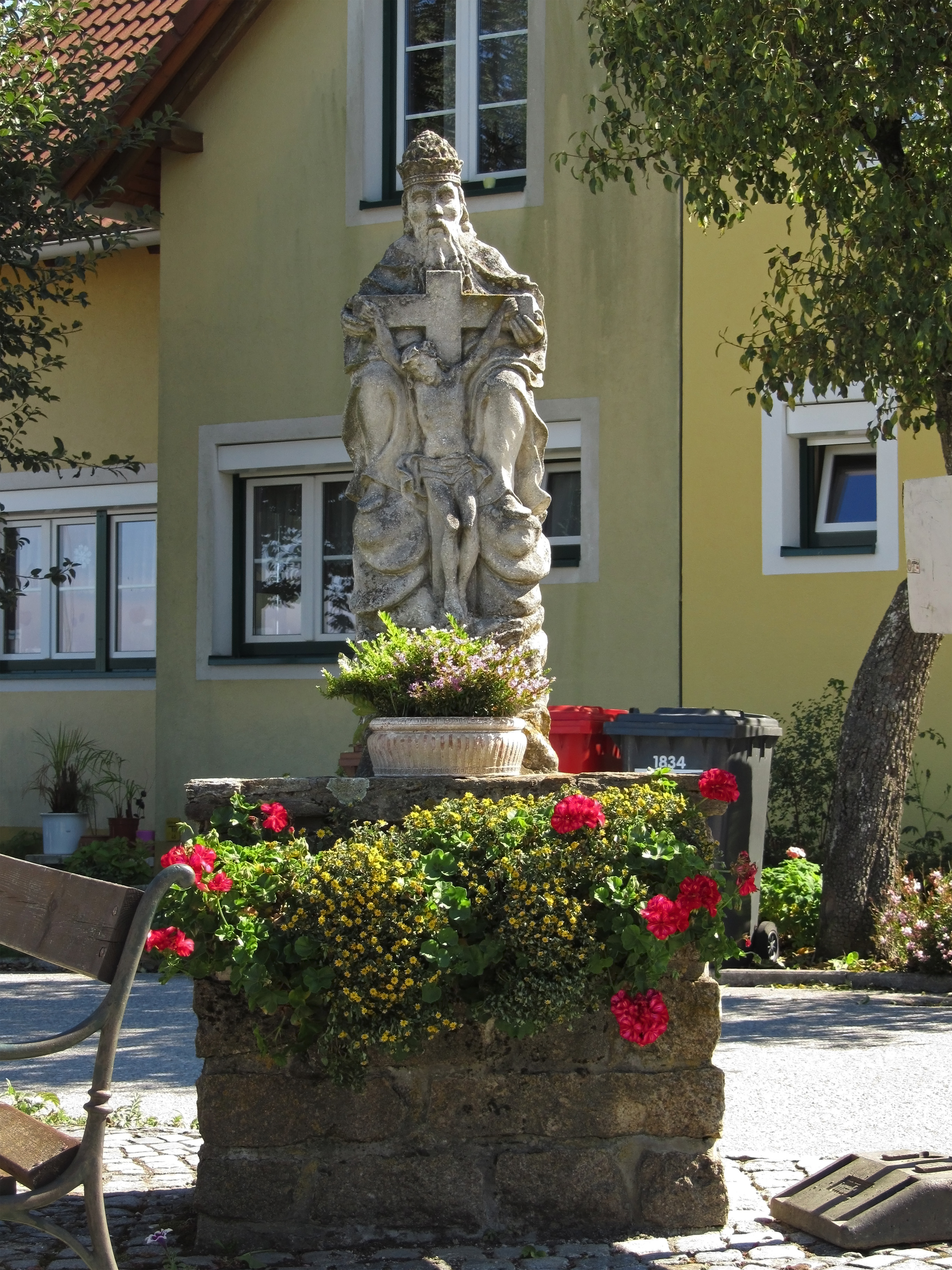
Gnadenstuhl